# فرنسيس جينينغز
فرنسيس جينينغز (بالإنجليزية: Francis Jennings) هو مؤرخ أمريكي، ولد في 19 سبتمبر 1918 في بوتسفيل في الولايات المتحدة، وتوفي في 17 نوفمبر 2000 في إيفانستون في الولايات المتحدة.